# Érsekújvár ostroma (1663)

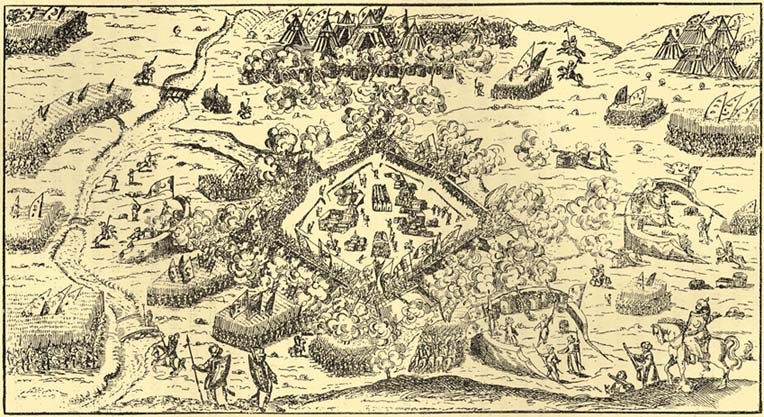
Az ostrom korabeli rézmetszeten

Érsekújvár ostroma 1663. augusztus 17-e és szeptember 26-a között zajlott le. A nyitra vármegyei erősséget Forgách Ádám főkapitány és Erberto Pio di Savoia irányította, szemben az ostromló török fősereget maga a nagyvezír Köprülü Ahmed, akinek az volt a célja, hogy még 1663-ban behódoltatja a Királyi Magyarországot, amelyet folytatott Csehország meghódításával, ezáltal közelebb kerül Bécs elfoglalásához. Érsekújvár végül elesett, azonban a magyar és osztrák csapatok hősiesen helyt álltak mindaddig, ameddig az anyagi és emberi erőforrások csak kitartottak.

## Előzmények
Az Oszmán Birodalom 1663-ban újból hadat üzent I. Lipótnak, melyhez az ürügyet a Zrínyi Miklós által építtetett Zrínyiújvár szolgáltatta. Ahmed nagyvezír ezzel az hadüzenettel a Bécs és Magyarország meghódítására irányuló tervéről igyekezett elterelni a figyelmet. Új módszerének központi eleme, hogy először a császárvárost övező területeket hódítja meg, kiszorítva onnan a keresztény erőket, apasztva erőforrásukat és nehezítve Bécs hatékony védelmét.
A császári sereg reguláris erői és a magyar nemesi felkelés (kb. 20-30 ezer fő) minőségi szempontból alkalmatlannak bizonyult a török hadigépezet ellen. Igazából a bécsi udvar mindenképp el akarta kerülni a háborút és állandóan tárgyalt a nagyvezírrel és a szultánnal, akikkel kész lett volna akármilyen, még kedvezőtlen békét is kötni (s 1664-ben megtette).
A Habsburg hadvezetés a Duna vonalán rendezte el a csapatokat, hogy Komárom, Győr és Érsekújvár várakat jól lehessen fedezni.
Tavasszal Zrínyi Bécsben megpróbálta elérni, hogy egy 6000 fős reguláris sereget kapjon, amivel támadó hadjáratokba kezdett. Ezt az osztrákok elutasították, de Zrínyi nem csüggedt és maga toborzott össze egy kisebb sereget. Ekkor már eltervezte, hogy a Dráva mentén előrenyomul a dunántúli hódoltságban és lerombolja az eszéki hídat. Tisztában volt vele ugyanis, hogy a híd stratégiai szempontból óriási jelentőséggel bír, de még mielőtt bármit is tehetett volna Grazból jött parancs, hogy haladéktalanul álljon el a szándékától. Így a Nándorfehérvár alatt összegyűlt török sereg zavartalanul átkelt a Dráván és Budára menetelt, ahol haditanácsot tartott. A török vezérek felvetették mind Győr, mind Érsekújvár megtámadásának tervét és végül ez utóbbit fogadták el.
A tanács ugyan hosszúra nyúlt, s az esőzések miatt lassan haladt a törökök vonulása július végén, de a késlekedést a keresztények nem tudták a maguk javára fordítani. A Vág folyó vonalán akarta a császári hadvezetés csapatait rendezni, hogy fedezhesse Bécset és a morva területeket, de még mindig csak néhány ezred sorakozott fel a környéken. Magyaróvárnál Raimondo Montecuccoli generális mindössze egy 5500 fős sereggel állt.
A törökökhöz Esztergomnál erdélyi csapatok is csatlakoztak I. Apafi Mihály fejedelem vezetésével, számuk alig 5000 fő, mert az elmúlt években történt lengyelországi katasztrofális hadjárat, majd a török-tatár támadások miatt a kivérzett ország nem tudott már nagyobb sereget felállítani.
Köprülü itt akart átkelni a Dunán, de amíg a hidat építették a török sereg jó része vesztegelt a városnál, míg egy csapat Párkányt megszállta, s éberen figyelte nem készülnek e rajtuk ütni a keresztények, mert olyan hírek jöttek, hogy Zrínyi, vagy Forgách már tervezi a rajtaütést. Miután nem került erre sor, a törökök csapdát állítottak Forgáchnak. A várkapitány téves információk alapján úgy vélte, hogy Párkány alatt csekély török csapat van, ezért a várbeli katonaság jórészével (körülbelül 5000 fővel), valamint a környékbeli magyarokkal és szlovákokkal elindult Párkányba. A támadás Köbölkútnál véres kudarcba fulladt és a várbeliek java része ottpusztult.

## Az ostromló sereg és a védők
Köprülünek 60-70 ezer katona (reguláris csapatok, szervezetlen egységek és tatárok) állt rendelkezésére, amelyet megindított Érsekújvár ellen. Augusztus 8-án már a vár alatt volt, de csak öt nap múlva indította el az ostromot. Az ostromot a váralja felégetésével kezdték. Ekkor tűnt el végleg a vár környéki négy középkori falu: Lék, Gúg, Györök és Nyárhíd. A sereget Köprülü mellett Izmail budai pasa és Apafi Mihály irányította. Augusztus 26-án érkezett a vár alá a tatár lovasság, akiket Ahmed Gyrea krími tatár kán fia vezetett, velük együtt érkeztek meg az ukrajnai kozákok is. Augusztus 27-én érkeztek meg a moldvai és havasalföldi segédcsapatok. Mivel a lovasság nem tudott részt venni a várostromban, ezért Köprülü a tatárokat és kozákokat elküldte a környék fosztogatására. Ez azért is volt fontos, mivel a török seregnek utánpótlási gondjai adódtak.
Benn a várban rendkívül kicsi katonaság állomásozott Forgách és Pio gróf vezetésével, melynek kevesebb mint egy negyedét tették ki magyarok, nagyobb részük inkább osztrák volt, azonkívül a gróf alatt piemonti katonák is. Forgách sürgősen üzenetet küldött Wesselényi Ferenc nádornak erősítésért. A nádor, valamint a győri és a komáromi várkapitányok is rendeltek Érsekújvárhoz különféle, német, szlovák és magyar egységeket, továbbá élelmiszer szállítmányokat. A várfalakat korábban Lippay György érsek segítségének jóvoltából jól megerősítették és a becslések szerint talán több mint két hónapig ki tarthattak volna a törökökkel szemben. A vár őrsége viszont csak kevesebb mint ötezer fő lehetett, főként a köbölkúti kudarc után.

## Az ostrom
A törökök augusztus 13-án fogtak az ostromba, tüzérségük állítólag több mint 200 ágyúból állt. Augusztus 16-ig befejezték a csapatok összevonását a vár alatt.
A falak erősek voltak, a vár körülötte húzódó vizesárkot könnyen lecsapolhatták. Wesselényi azon fáradozott, hogy felmentő sereget verbuválhasson. Montecuccolinak eddigre már 15 ezer fős serege volt, de nem mozdult, mert nem akarta megkockáztatni Bécs védelmét, míg Morvaországot Jean-Louis de Souchess tábornok fedezte csapataival.
Wesselényi körlevélben adta ki a pátenst a nemesi felkelésre augusztus 16-án, de a vármegyék nem mozdultak. Köprülü megfenyegette őket, ha bárki fegyvert fog, akkor a vidéket elpusztítják. Augusztus végén a nagyvezír fenyegetésének nyomatokét adott, amikor szétküldte a Felvidéken a tatárokat és az akindzsiket. A portyázók Galgócon keltek át a Vágon, ahol két részre oszlottak. Az északi sereg a Vágmentét pusztította végig egészen Trencsénig, a déli sereg Pozsonyt vette célba, feldúlták a Mátyusföldet és az Erdőhátot, majd a dél-morvaországi területeket is, ahol egészen Brünnig jutottak el.
Augusztus 21-éig nem gyűlt egy nemesi-, vagy közfelkelő, ezért Wesselényi most már erővel próbált meg katonaságot toborozni, de ez is eredménytelen maradt. A tatárok folytatták a pusztítást, sok embert öltek meg, vagy fűztek rabszíjra. Magyar, szlovák és német emberek tömegei menekültek el lakhelyükről. A vármegyék inkább saját területüket védelmezték, mialatt a Dunántúlon Zrínyi vezetésével már gyülekezett egy nemesi felkelés. Zrínyi ellenben nem akart addig a Felvidékre vonulni, mert Horvátországban és a Muraközben még nem volt biztosítva a védelem. Ha török megszerzi akár a Mura feletti ellenőrzést, azzal utat nyit magának Stájerországba. Ezért Zrínyi még megszervezni igyekezett ezen területek védelmét.
Közben szeptember 8-án már járt szerte Köprülü üzenete, amely a meghódolást követelte a vármegyéktől. Ugyanezen a napon Vattnál összetoborzott nemesi felkelés vezérévé Zrínyit tették meg, de ez a sereg szörnyű kevés volt a törökökkel szemben nemcsak számbelileg, hanem képzettség tekintetében. Wesselényi tovább próbálta összetoborozni a Dunán inneni felkelést. Poroszka közelében a tatárok kis híján elfogták, s Zrínyi még mindig a Muraközben foglalatoskodott.
Közben Érsekújvárt Forgách keményen tartotta, s bízott abban, hogy megjön a felmentő sereg. A török tüzérség nagyon sűrűn bombázta a várat, s a falakat több helyütt romba döntötték. Szeptember 1-jén a védők úgy határoztak, hogy folytatják a harcot, s közben egy 140 fős, hajdúkból álló erősítésnek sikerült bejutnia a várba. A véres küzdelmekben a védősereg létszáma alaposan lecsökkent és tizenhét helyen már török zászló lobogott.
A belső készletek felélése és az ostrom elhúzódása kimerítette a védőket. Miután a felmentőseregnek híre-hamva se volt, Pio és a német-olasz katonaság már nem akart harcolni. A gróf rávette a kapitányt, hogy bocsátkozzék tárgyalásokba a nagyvezírrel, amit Forgách kénytelen-kelletlen megtett.
Szeptember 22-én, két szerencsétlen robbanás után a Frigyes bástya falai leomlottak, ami elősegítette a gyors megadást, így a várőrség szeptember 24-én szabad elvonulás ellenében megadta magát a töröknek. A várban maradt 2022 német és 400 magyar szeptember 26-án hagyta el a várat Komárom irányában és ugyanekkor a török őrség bevonult a várba.

## A következmények
Érsekújvár eleste fokozta a rémületet a Felvidéken. A törököknek sikerült rést ütniük a Nyitra-Komárom-Érsekújvár-Győr védvonalon, amely Bécs védelmét képezte. Zrínyi késve érkezett csapataival Pozsonyhoz október elején, s itt kapta a hírt Forgách kapitulációjáról.
De a törökök se folytathatták a hadműveleteiket, mert október 26-áig meg kellett kezdeniük a visszavonulást, hogy még a tél beállta előtt visszatérjenek a ruméliai téli szállásra. A vármegyék se hódoltak meg, s Köprülü első kísérlete tehát nem sikerült.
Köprülü Apafit kérte fel, hogy győzze meg a magyarok, s a fejedelem október 22-én kiáltványt tett közzé, hogyha meghódolnak, akkor bántatlanságot nyernek a szultántól. Az üzenetre válaszul Wesselényi október 31-én felszólította a vármegyéket, hogy ne engedelmeskedjenek. Felhívása hatott. Bár voltak olyan protestáns vármegyék, akik a vallásüldözések miatt azzal fenyegetőztek, hogy a szultán alá vetik magukat, de Wesselényi körlevelén felbuzdulva ők is elálltak szándékuktól. Köprülü világosan látta, hogy szavakkal nem fogja tudni célját elérni, s mivel vissza kellett térnie a Balkánra, ezért a következő évre halasztotta az ország meghódítását.

Míg a török sereg a Felvidéken volt addig a portyázások mindkét fél részéről erőteljesen zajlott. Zrínyit Bécs védelme érdekében még itt tartották és a bán állandó támadásokkal zaklatta a törököket. Többször próbálta rávenni Montecuccolit, hogy együtt támadják meg a nagyvezírt, de a generális nem állt rá, mert nem bízott az akció sikerében, s akkor Bécs is veszélybe jutna. Másrészt Zrínyi és Montecuccoli gyűlölték egymást, és a generális féltékenyen figyelte a horvát bán minden lépését. Montecuccolit kötötte az udvarral szembeni hűsége, mely nem akart igazán az utóbbi évtizedekben sem a törökök ellen hadakozni.
Köprülü közben elbocsátotta Apafit és kíséretét Budáról. Előbb még némi ajándékkal is ellátta őket, köztük az egyik tekintélyes erdélyi főúrt, Haller Gábort. Alighogy elhagyták Budát Apafiék, Hallert a nagyvezír visszavitette és kivégezte.
1664-re az osztrák hadsereg felkészült az újabb török támadásra. Már korábban segítséget kértek a franciáktól, s a Napkirály egy 6000 fős hadat útnak indított Magyarországra. Zrínyi is megkezdte a téli hadjárat előkészületeit, s a rendek a Rajnai Szövetséghez folyamodtak segítségért, mely úgyszintén csapatokat küldött. További egységek érkeztek még Németországból, Lengyelországból és Itáliából, s rövidesen egy nagyszámú, képzett, jól felszerelt sereg állt fel Magyarországon a törökök ellen.